# Procris (Urticaceae)
Procris es un género botánico con 109 especies de plantas de flores perteneciente a la familia Urticaceae.

## Especies seleccionadas
- Procris acuminata
- Procris anfracta
- Procris approximata
- Pricris archboldiana
- Pricris australis